# Mijn beste vriendin Anne Frank
Mijn beste vriendin Anne Frank (no Brasil, Anne Frank, Minha Melhor Amiga; em Portugal, A Minha Melhor Amiga Anne Frank) é um filme de drama neerlandês, que estreou em 2021 e foi dirigido por Ben Sombogaart.

## Enredo
O filme trata da amizade entre Hanneli Goslar e Anne Frank e é contada da perspectiva de Goslar. A história  é baseada no livro Memórias de Anne Frank, escrito pela autora americana Alison Leslie Gold. Esse é o primeiro filme holandês que aborda a vida de Anne Frank. Aiko Beemsterboer interpreta o papel de Anne Frank, enquanto Josephine Arendsen interpreta Hanneli Goslar.
O filme ganhou o prêmio Golden Film em outubro de 2021 depois de ter vendido 100.000 ingressos.
Parte da produção foi filmado na Hungria.
A Netflix internacionalmente incluiu em seu catálogo a obra cinematográfica, que estreou no Brasil em 1º de fevereiro de 2022.